# Funt nowozelandzki
Funt nowozelandzki (ang. New Zeland pound, £) – waluta Nowej Zelandii w latach 1840–1967. W 1967 roku został zastąpiony przez dolara nowozelandzkiego. Jeden funt nowozelandzki dzielił się na 20 szylingów, a jeden szyling na 12 pensów. Na awersach monet znajdował się wizerunek monarchy Nowej Zelandii.

## Historia
Początkowo w Nowej Zelandii krążyły monety brytyjskie i australijskie. W 1933 roku wyemitowane zostały monety o nominałach trzech i sześciu pensów oraz jednego, dwóch oraz dwóch i pół szylinga. W 1940 roku wyemitowano monety o nominałach pół oraz jednego pensa. Wszystkie te monety były takiej samej wielkości i wagi jak ich odpowiednik w Australii i Wielkiej Brytanii (w Australii nie wyemitowano monety o nominale dwóch i pół szylinga). Na rewersie monety pół pensa znajdował się maoryski naszyjnik z ozdobnymi wzorami, na rewersie monety o nominale jednego pensa znajdował się kędziornik, na monecie o nominale trzech pensów znajdowały się dwie skrzyżowane bronie maoryskie, na sześciopensówce był kurobród różnodzioby, na monecie o nominale jednego szylinga był wojownik maoryski niosący taiaha, na monecie o nominale dwóch szylingów był ptak kiwi, zaś na monecie o nominale dwóch i pół szylingów znajdował się herb Nowej Zelandii. W 1935, 1949 i 1953 roku wybite zostały monety pamiątkowe. Do 1934 roku banknoty funta nowozelandzkiego emitowane były przez prywatne banki (pierwszy raz banknot został wyemitowany w marcu 1840 roku przez Union Bank of Australia). W latach 1852–1856 jedynym emitentem emitującym banknoty funta nowozelandzkiego był Colonial Bank of Issue. W 1934 roku Bank Rezerwy Nowej Zelandii został jedynym emitentem banknotów; później bank wprowadził do obiegu banknoty o nominałach dziesięciu szylingów oraz jednego, pięciu oraz pięćdziesięciu funtów nowozelandzkich. W 1940 roku dodano banknot o nominale 10 funtów nowozelandzkich. W latach 30 XX wieku funt nowozelandzki borykał się z dużymi problemami, czego skutkiem była jego dewaluacja. W 1948 roku doszło do rewaluacji funta nowozelandzkiego względem funta szterlinga. W latach 50. XX wieku powrócił temat zastąpienia funta nowozelandzkiego nową walutą opartą na systemie dziesiętnym. Wśród propozycji nazwy nowej waluty znajdowały się między innymi zeal i kiwi. Ostatecznie funt nowozelandzki został zastąpiony przez dolara nowozelandzkiego w 1967 roku (starego jednego funta nowozelandzkiego można było wymienić na dwa nowe dolary nowozelandzkie).